# Historia de la prensa española en democracia
La historia de la prensa española en democracia recoge el marco legal del periodismo, las iniciativas de nuevos periódicos, cierre de otros y cambios que se produjeron desde la transición española hasta la actualidad en la prensa española.

## Antecedentes
La transición a la libertad de expresión y de información, base de la libertad de prensa, fue tributaria de dos textos normativos franquistas -el Decreto de 22 de marzo de 1938 y la Ley de prensa e imprenta de 18 de marzo de 1966- que continuaron estando parcialmente vigentes durante la primera fase de la transición política y también con posterioridad, incluso, a la promulgación de la Constitución en aquello que no se opusiese a esta.
Sin embargo, la prensa comenzó antes de la muerte de Franco a preparar el cambio político, especialmente mediante importantes sectores liberales y demócrata-cristianos —controlados por capital privado— favorables a una política de reforma a partir de la legalidad franquista, vinculados a órganos de expresión tales como los diarios Nuevo Diario, Informaciones, Madrid, Ya, el semanario Cambio 16, etc. 
Posteriormente, también fueron actores fundamentales un buen número de revistas y diarios ligados a partidos políticos de izquierda: Arreu, Treball, L'Hora, El Socialista, etc. Asimismo, fue importante la labor de los nuevos diarios nacionalistas en las comunidades históricas (Egin, Deia, Avui) así como el diario El País de ámbito estatal, especialmente comprometido con la defensa del sistema democrático.

## La Transición
El 20 de noviembre de 1975 muere el general Francisco Franco y poco después, el 12 de diciembre de 1975, es proclamado rey de España Juan Carlos I. La Prensa del Movimiento rendirá honores al general, mientras que el resto de la prensa menos conservadora reconoció también su importancia de una manera más o menos forzada. Comienza en el país un nuevo período encaminado al establecimiento de la democracia en el que la prensa, conocida como El Parlamento de papel, será un transmisor fundamental de debate debido a la ausencia aún de partidos políticos y será víctima por primera vez del terrorismo, como lo confirman las bombas contra El País y Diario 16, el asesinato de José María Portell, director de la bilbaína Hoja del Lunes o el atentado contra J. J. Uranga, director del Diario de Navarra. 
Durante los primeros meses de la democracia, los medios de comunicación participaron activamente en el acuerdo entre las principales fuerzas políticas y proporcionaron así una estabilidad a la joven democracia. De este modo, el 7 de abril de 1977, con la legalización del PCE, los diarios EL País, Diario 16, Arriba, Pueblo, Ya e Informaciones manifiestan su apoyo y publican (16 de abril de 1977) un editorial elaborado conjuntamente titulado "No frustrar una esperanza" referida a "unas elecciones generales que den a todos los españoles la voz y el voto que como tales les corresponde". ABC se niega a suscribir este artículo, ya que no estaba de acuerdo con dicha legalización. Tan sólo cinco días más tarde de la publicación de dicho artículo apareció un Decreto-ley que ampliaba la libertad de expresión.
Después de las elecciones generales de 1977 cambió la función de los medios de comunicación. Mientras antes ofrecían a sus lectores diversas opiniones, ahora, tras la aparición de los partidos políticos y la creación de las Cortes, su papel más importante fue el de analizar las actividades políticas. Sin embargo, el proceso de la transición hacia la democracia no fue fácil. A pesar de existir una democracia oficial, los periódicos sufrieron en sus primeros años no pocos castigos de las autoridades, como los más de 60 secuestros habidos en la prensa española entre 1976 y 1980, o la condena de Juan Luis Cebrián a tres meses de prisión por desacato en 1980.
Con el objetivo de brindar una mejor defensa de los intereses de los editores se constituyó en febrero de 1978 AEDE, la Asociación de Editores de Diarios Españoles.
Por otro lado, en ese mismo año, EFE publicaba su Manual de estilo, que posteriormente sería llamado Manual de Español Urgente.

### Los periódicos de la Transición (1975-1978)
Los periódicos de mayor difusión en 1975, junto al diario sindical Pueblo, eran ABC y los deportivos As y Marca. En Barcelona el líder indiscutible era el veterano La Vanguardia, mientras otro igual de longevo, la Voz de Galicia, lo era en esta comunidad, llegando a ocupar, por su circulación, el quinto lugar entre los diarios españoles de información general. Otras publicaciones que estaban en la calle al comenzar esta nueva etapa fueron Cuadernos para el Diálogo, muy crítico con el régimen desde bases democristianas; la revista Triunfo, de información general pero con contenidos políticos sociales y económicos opuestos al régimen; Destino, que había nacido en Burgos en plena guerra civil como una revista de Falange pero que en los años sesenta empezó a incorporar críticas antifranquistas; la revista Cambio 16, cuyo nombre se adoptó en referencia a los dieciséis periodistas, intelectuales y empresarios que la fundaron, nacida en 1971 con el subtítulo de Semanario de Economía y Sociedad. Demostró ser una revista de gran calidad en los difíciles años de la Transición y dio lugar al potente grupo editor Grupo 16.
También se encontraban en los quioscos el periódico semanal de sucesos El Caso y revistas como ¡Hola!, Garbo, Diez Minutos, Semana o Lecturas. Entre otras de distribución más específica se podía encontrar prensa militar de difusión clandestina como el caso de Misión, Boletín de las Fuerzas Armadas, editada por la Unión Militar Democrática. También es muy reseñable la aparición de Avui, el 23 de abril de 1976, que pasará a la historia del periodismo español por ser el primer diario publicado totalmente en catalán desde la Guerra Civil. Este mismo año nace la revista Interviú que tuvo una gran repercusión por lo que de novedoso suponía en contraste con las publicaciones anteriores.
Pero, sin duda, el hecho más notable en términos periodísticos es el nacimiento del diario El País, proyecto que se había estado gestando desde 1972, que nació con una sólida financiación y cuyo primer director fue Juan Luis Cebrián. Dos meses después, Adolfo Suárez es nombrado presidente del Gobierno, decisión que fue mal acogida por los principales periódicos del momento: El País, Cambio 16 y Ya que señalaban como candidatos posibles a los veteranos Fraga o Areilza. Sin embargo, el decreto de amnistía del gobierno de Suárez para los presos políticos, de finales de julio de 1976, fue aplaudido mayoritariamente por la prensa y por la opinión pública que comenzaron a creer en él.
El 18 de octubre de ese mismo año nace Diario 16, que fue considerado como el hermano menor del semanario Cambio 16. Surgió con unas expectativas muy amplias que resultaron irrealizables por la crisis interna del periódico: Miguel Ángel Aguilar sustituyó como director a Ricardo Utrilla por serios problemas económicos. 
En 1977 nace la revista de humor gráfico El Jueves que se define como un medio independiente con el objetivo de sorprender y divertir al lector. Es una revista atípica que no se encuentra en otros países.
El 8 de junio de ese año, siete días antes de las primeras elecciones democráticas que gana UCD de Adolfo Suárez, aparece en el País Vasco el nacionalista moderado Deia, hecho de gran relevancia porque mostraba la apertura ideológica de la joven democracia española. 
El 21 de junio de 1977 bajo la dirección de Luis María Ansón, la Agencia EFE inaugura su nuevo edificio, centro neurálgico de comunicaciones a nivel internacional. En este año comenzó a funcionar TeleEFE que más tarde se llamó VideoEFE.
El 29 de septiembre de 1977 nace el nacionalista radical Egin, publicado por Orain S.A., que siempre estuvo bajo sospecha por ser considerado portavoz de Herri Batasuna y de ETA lo que provocó su cierre cautelar en julio de 1998 y su posterior desaparición.
Cuatro días más tarde, queda abolido mediante decreto el monopolio de RNE para difundir información de carácter nacional e internacional lo que convirtió a la radio en el medio de comunicación más dinámico de la época. Y a partir de 1978 tuvo un papel destacado en la consolidación de la democracia.
Aparece el primer número del barcelonés El Periódico de Catalunya el 26 de octubre de 1978, diario nacionalista y progresista que pertenece al Grupo Zeta. Es un periódico que superó sin problemas la difícil transición y fue fundado por Antonio Asensio Pizarro y es dirigido por Rafael Nadal. También se lanzó una edición para la capital, El Periódico de Madrid, que sin embargo fue un fracaso. El veterano La Vanguardia, perteneciente al Grupo Godó, pasó sin problemas este período histórico.
Sin embargo, no todos los diarios corrieron la misma suerte. Tras quince años de vida Cuadernos para el Diálogo desaparece el 16 de octubre de 1978, en él se habían formado algunos periodistas y políticos que jugaron un papel muy importante en la Transición. 
La revista de información general Triunfo, que fue fundada por José Ángel Ezcurra en 1962 como medio de resistencia cultural al franquismo, comenzó a decaer cuando algunos de sus miembros la abandonaron en 1978 y fundaron La Calle. También Informaciones, de centro izquierda, tuvo grandes problemas debido a la competencia directa de El País y a la ruptura empresarial entre Juan Garrigues y Sebastián Auger.

## La Constitución Española de 1978
El 6 de diciembre de 1978, tras un largo proceso de debate y consenso en el que la prensa fue uno de los principales protagonistas, se aprueba la Constitución Española. Gracias a esta, se redujo el intervencionismo del Estado y se instauró el predominio de las leyes de mercado como la libre empresa y la libre competencia, entre otras. El articulado referido a las libertades de expresión e información quedó como sigue:
Artículo 20
1. Se reconocen y protegen los derechos: 
a) A expresar y difundir libremente los pensamientos, ideas y opiniones mediante la palabra, el escrito o cualquier otro medio de reproducción.
d) A comunicar o recibir libremente información veraz por cualquier medio de difusión. La ley regulará el derecho a la cláusula de conciencia y al secreto profesional en el ejercicio de estas libertades.
2. El ejercicio de estos derechos no puede restringirse mediante ningún tipo de censura previa.
3. La ley regulará la organización y el control parlamentario de los medios de comunicación social dependientes del Estado o de cualquier ente público y garantizará el acceso a dichos medios de los grupos sociales y políticos significativos, respetando el pluralismo de la sociedad y de las diversas lenguas de España.
4. Estas libertades tienen su límite en el respeto a los derechos reconocidos en este Título, en los preceptos de las leyes que lo desarrollen y, especialmente, en el derecho al honor, a la intimidad, a la propia imagen y a la protección de la juventud y de la infancia.
5. Sólo podrá acordarse el secuestro de publicaciones, grabaciones y otros medios de información en virtud de resolución judicial.
Este artículo es prácticamente la única ley de prensa que hay en la actualidad en España, ya que desde su aprobación, solamente se ha desarrollado la Ley de Cláusula de Conciencia, siendo el Estatuto Profesional del Periodista un proyecto demandado por la profesión periodística pero que aún no pasado de ser un proyecto parlamentario. La derogación de la ley de prensa de 1966 que había estado en vigor en todo lo que no fuese contrario a la Constitución no se produciría hasta abril de 1983.
La aprobación de la Constitución tendría consecuencias muy importantes para la prensa. Por un lado, el desmantelamiento de la Prensa del Movimiento ya fuera cerrando periódicos o pasando éstos a manos privadas, propició una libertad sin precedentes, y por otro lado, el desmantelamiento de la Radio del Movimiento propició un auge de esta que comenzaría a rivalizar pronto con el papel preponderante de la prensa.

### La prensa ante el intento de golpe de Estado de 1981
El vacío de poder desde la moción de censura de Adolfo Suárez en mayo del año anterior, hasta la victoria en las elecciones de 1982 del PSOE, lo aprovecharon los golpistas para actuar y, por otro lado, la prensa se erigió en líder de una opinión pública desconcertada. Sin lugar a dudas, el intento de golpe de Estado del 23 de febrero será un hito muy destacable del comienzo de la democracia porque pudo haber cambiado el rumbo de la historia de España. El papel que jugaron los políticos que se encontraban esa tarde en el Congreso de los Diputados para el acto de investidura de Leopoldo Calvo-Sotelo, el reciente Rey, Juan Carlos I, y los medios de comunicación que estuvieron informando al país durante horas, en la ya conocida como Noche de los transistores, fue trascendental.

La labor de los medios de comunicación la interminable noche del 23 de febrero ha permitido conocer de primera mano todo lo que ocurrió en el Congreso, especialmente a través de las imágenes tomadas por TVE. Fue difícil la situación que vivieron los periodistas que se encontraban allí. Pero a pesar de la dificultad, la toma de algunas fotos, imágenes y testimonios orales se convirtió en un medio para que la opinión pública conociera lo que pasaba y lo condenara. Este hecho contribuyó enormemente al fracaso del intento de golpe de Estado.
El editorial de El País del día 24 titulado "Con la Constitución" en el que se condenaba el acto fue de enorme trascendencia: "la rebelión debe ser abortada; sus cómplices y encubridores, desenmascarados y puestos a buen recaudo; y sus autores, detenidos, juzgados por tribunales que aseguren un juicio a la vez imparcial[...]". Por otro lado se alababa al Rey y a la Constitución: "la defensa de la Constitución y de la legalidad vigente ha tenido en el Rey su más resuelto y admirable combatiente [...]"

### Circulación de periódicos entre 1978 y 1982
El periódico oficial del Régimen franquista ¡Arriba! que fue fundado en 1935 por José Antonio Primo de Rivera desapareció el 16 de junio de 1979 por orden del Consejo de Ministros.
A partir de esta época comienza a materializarse la renovación tecnológica que se estuvo fraguando años antes, con avances como la fotocomposición y la impresión offset, la redacción electrónica y el color en las portadas, la publicidad y las fotos en las que sería pionero El País.
En 1979 el periódico de mayor difusión era el barcelonés La Vanguardia, con una tirada de entre 150.000 y 200.000 ejemplares, seguido de ABC, el deportivo AS, el católico Ya y el joven El País (entre 100.000-150.000). El otro gran diario de deportes, Marca, le seguía de cerca con una tirada media de 90.000 periódicos diarios. Estos datos dan cuenta de la importancia que, para gran parte de la opinión pública, tenía la prensa en esos años de reciente democracia.
Diario 16 había nacido como un periódico vespertino en el 1976 y no será hasta 1980 cuando se convierta en matutino de la mano de Pedro J. Ramírez. En ese momento el director del diario era Miguel Ángel Aguilar que fue destituido por el descenso de la tirada hasta tan solo 45.000 ejemplares, motivado por la exigua publicidad que mostraba el diario y por no tener una línea editorial bien definida. El periodista Pedro J. Ramírez, que venía de ABC, con gran esfuerzo consiguió llegar a la cifra de 80.000 lectores en dos años y aumentó los ingresos publicitarios en 1000 millones de pesetas, desde 1980 hasta 1983.
En 1980 terminó sus días la antiquísima revista Destino que había nacido en plena guerra civil y que desde el falangismo había ido evolucionando hasta convertirse en revista cultural próxima a Europa. Ese mismo año, el 10 de enero, se había aprobado la Ley reguladora del Estatuto de la Radio y la Televisión. 
En 1982 nace la revista Tiempo, editada por el Grupo Zeta, que llegaría a ocupar el primer lugar entre las revistas ilustradas de información general. En el mismo año desaparece finalmente la revista de información general Triunfo.

## La llegada al poder del PSOE
El 28 de octubre de 1982 el PSOE gana las elecciones generales por mayoría absoluta  con diez millones de votos. El rechazo que produjo en la sociedad el intento de golpe de Estado unido a la desintegración de UCD y a la caída del PCE propiciaron esta aplastante victoria en las urnas.
Los medios de comunicación habían hecho sus vaticinios meses antes de los comicios y tras las elecciones sus reacciones fueron dispares. El País otorgaba la victoria al PSOE por mayoría absoluta, sin embargo, el católico Ya no la vio con buenos ojos, aunque la acató y culpó de la subida del socialismo a la dejadez de UCD. El Alcázar utilizó un mapa titulado "La España roja" para mostrar los lugares “donde había ganado el marxismo”.
Unos meses después de la llegada al poder del PSOE, en enero de 1983, es nombrado director de ABC Luis María Ansón, que se convierte en un hito contra el "felipismo" y su política informativa. La vivacidad que dio al periódico su nuevo director, junto con una fuerte oposición al gobierno socialista y el declive de diarios afines, como El Alcázar y Ya, supuso un aumento muy significativo del número de lectores y una mejora económica notable.

### El fin de la prensa del Movimiento

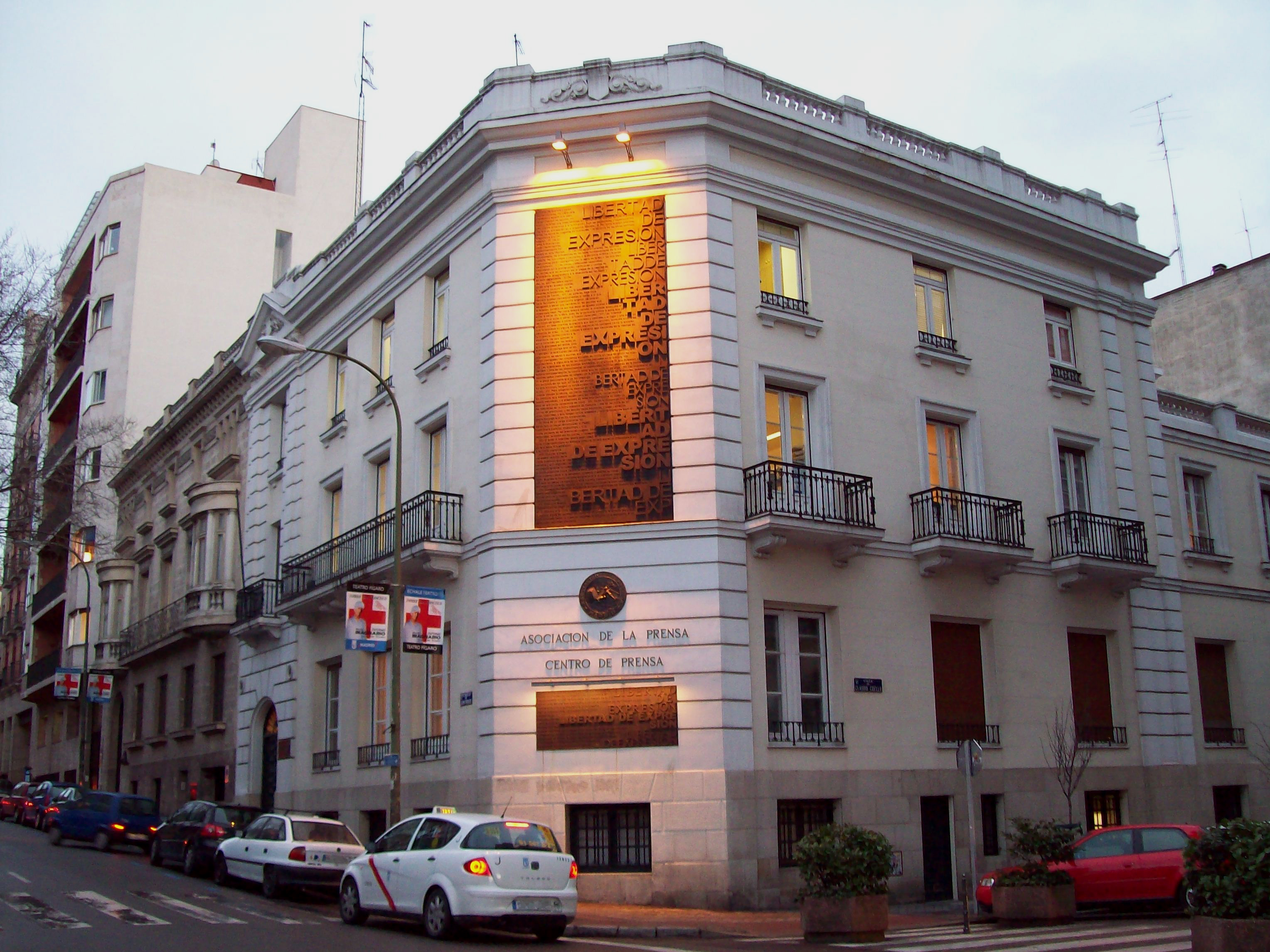
Sede de la Asociación de la Prensa de Madrid, inaugurada en 1983.

Ya en los últimos años de la dictadura la prensa oficial del régimen, la Prensa del Movimiento , de periodicidad predominantemente semanal, comenzaba a perder terreno en favor de la prensa privada de aparición diaria. Mediante el Decreto-Ley de 1 de abril de 1977 la Cadena de Prensa y de Radio del Movimiento pasó a manos del Ministerio de Cultura con el nombre de Organismo Autónomo de Medios de Comunicación Social del Estado. Se trataba de una televisión, una importante cadena de radio y cuarenta periódicos diarios, muchos de ellos en déficit permanente. 
El nuevo gobierno socialista heredó pues una extensa red de medios propiedad del Estado que estaban necesitados de una reestructuración. Se privatizaron la totalidad de los diarios heredados mediante ventas y subastas y el Estado se hizo cargo de una gran cantidad de trabajadores procedentes de estos. La difusión por entonces era muy limitada, apenas se superaba la tirada de tres millones de ejemplares diarios. Por otro lado el Gobierno consideró conservar EFE, la principal agencia de noticias en España, y procedió a una fusión de las emisoras de radio en RNE. 
La gestión que hizo el Gobierno de Felipe González de RTVE provocó múltiples desavenencias con los medios, así como la reforma de la ley del aborto o las relaciones entre España con países hostiles como Cuba. En aquella época ya empezaban a vislumbrarse los escándalos políticos del PSOE, ya que en 1983 El País, que superaba ya los 300.000 ejemplares diarios y se había convertido en el periódico más importante de tirada nacional, daba cuenta de la existencia del GAL. Este acontecimiento será seguido e investigado sin descanso por Pedro J. Ramírez en Diario 16, hasta que fue despedido el 8 de marzo de 1989, y posteriormente en el diario El Mundo que él mismo fundaría el 23 de octubre de ese mismo año. Desde el comienzo destacó por su labor de investigación de los asuntos más turbios de la política nacional, como el caso GAL durante el Gobierno de González.

### La televisión gana terreno a la prensa
El gobierno socialista comenzó el proceso de liberación del sector de las telecomunicaciones. Así, el 1 de enero de 1983 empieza a emitir la Televisión Autonómica Vasca ETB, Euskal Irrati Telebista. Tres años más tarde, aparece ETB2 que tendrá una programación generalista en español y, de este modo, ETB1 lo hará completamente en euskera.
En enero de 1984, aprobada la Ley reguladora del Tercer Canal de televisión gestionado por las comunidades autónomas, comienzan las emisiones regulares de TV3, la Televisión Autonómica Catalana. Es una televisión en catalán que emite también para Valencia, Baleares, Andorra y Zonas de Aragón y del Rosellón francés. Cuatro años más tarde nació el Canal 33, actualmente El 33, perteneciente también a la Televisión de Cataluña.
La TVG, Televisión Autonómica Gallega, comenzó a emitir con regularidad en septiembre de 1985 en gallego.
La autonómica andaluza, Canal Sur Televisión, inició su camino en febrero de 1989 con el fin dar una información generalista a los andaluces y mostrar la variedad lingüística de Andalucía. En 1998 nace Canal 2 Andalucía, que se centra más en la programación infantil y deportiva y, de este modo, Canal Sur se queda para el entretenimiento y la información general.
El 5 de abril de 1989 se crea FORTA, Federación de Organismos de Radio y Televisión Autonómicos. En dicha federación quedan agrupadas todas las radios y televisiones públicas de las comunidades autónomas, a excepción de Extremadura. Este mismo año comienza sus emisiones la televisión regional de Madrid Telemadrid. 
También en 1989, el 14 abril, se promulga la Ley de la Televisión Privada por la que aprueban las concesiones a las televisiones privadas: Antena 3 TV, Tele 5 y Canal Plus, y así la televisión estatal pierde su monopolio.

### La guerra del Golfo y la desinformación
La Guerra del Golfo supuso otro importante hito en la historia del periodismo español por la manera de afrontar la cobertura informativa de unos hechos cuya lectura no siempre coincidía con la versión oficial. Las tensiones entre el Gobierno y los medios de comunicación eran patentes especialmente en el inicio de la contienda. Los medios de comunicación y sus enviados especiales sufrieron los rigores de la censura, la propaganda y la desinformación, no sólo de fuentes exteriores sino también de las propias fuentes oficiales españolas. Tuvieron que realizar un gran esfuerzo informativo para acercar al público español estos acontecimientos de tan enorme trascendencia, aunque no todos ellos sostuvieron los mismos planteamientos. Mientras ABC se manifestaba abiertamente favorable a una intervención española comprometida, otros diarios como El Mundo se mostraba rotundamente crítico. Este último fue el que envió a Alfonso Rojo a Bagdad durante todo el período de bombardeos. Fue el único corresponsal de la prensa escrita española, lo cual también supuso un hito histórico.
En esta década nace y muere el diario El Sol (1990-1992), que elaboró un gran despliegue gráfico de la Guerra del Golfo. Por el contrario, el 16 de enero de 1991 la revista Cambio 16 publicaría su número 1000. Este mismo año también apareció y fracasó en Madrid el diario sensacionalista Claro que tras cinco meses de dificultades cerró con grandes pérdidas. También fue el último para El Independiente.
1992 fue el año en el que el Grupo Prisa se hace con Antena 3 y El País supera los 400.000 ejemplares diarios. En realidad la prensa española estaba teniendo un importante auge. En 1993 se superaron los cuatro millones de ejemplares diarios y siguió incrementando el número durante los dos años siguientes. 
Sin embargo, en 1996 experimentó un considerable descenso coincidiendo con las primeras ediciones digitales de la prensa española. De hecho, este fue el año en que desapareció el diario católico Ya. No obstante, durante toda la década nunca volvería a bajar de la barrera de los cuatro millones de ejemplares publicados.

## El cambio de siglo
Próximos al fin de siglo se produjeron una serie de acontecimientos que afectaron al periodismo español, entre ellos el cambio de partido en el Gobierno de la nación tras las elecciones generales de 1996, que trajo consigo la Ley de liberalización de las comunicaciones.
Los primeros meses de 1997 estuvieron centrados en la nueva televisión digital y la concentración empresarial de las emisoras de radio, como la fusión de la Cadena SER con Antena 3 o la de RNE y Radiocadena Española; la entrada de empresas periodísticas en el sector de la radio, como la adquisición de la cadena SER por el Grupo Prisa, o de las empresas radiofónicas en otros sectores de la comunicación, caso de Radio Intereconomía y la Revista Época, o el proyecto de COPE para abrir televisiones locales. También la participación de empresas no informativas en empresas y grupos de comunicación, como la compra de Onda Cero por parte de Telefónica.
Así se consolidaron los principales grupos de comunicación que configurarían el mapa mediático español que estrenaría el nuevo siglo. Grado de concentración que empezará a dificultar la libre competencia y la pluralidad en el sector en los albores del siglo XXI, pese a que, desde el punto de vista profesional, lo que era un simple oficio ya había terminado conformándose como una auténtica profesión.
No obstante, en medio de todos estos movimientos empresariales, apareció un nuevo periódico de tirada nacional de la mano de Luis María Anson: La Razón, que salió a la calle el 5 de noviembre de 1998 con el reclamo comercial de costar menos de la mitad que los demás. Posteriormente el reclamo lo basaría en las promociones. De ideología afín a la derecha tradicional, se declara "no confesional, laico, respetuoso con todas las creencias", aunque dedicando "atención preferente a la religión mayoritaria de los españoles". A los tres años de su aparición sucede el hecho contrario: el 7 de noviembre de 2001 cierra otro diario nacional, Diario 16, tras 25 años de importante andadura en la historia reciente de España.
Los atentados del 11 de septiembre de 2001 sobre las Torres Gemelas, supusieron un importante replanteamiento interno en cuanto al papel social que tenía la prensa en el mundo actual, cuando parecía que su labor se había trivializado. Esta repercusión también llegó a la prensa española pero no tuvo un efecto muy duradero. Sin embargo, poco tiempo después, los atentados del 11 de marzo de 2004 sí que influyeron extraordinariamente en el corazón de la prensa española, no sólo en cuanto al papel que jugaron en esos días, sino también en la posterior reflexión sobre su actuación, lo que dejó al descubierto las carencias y los errores cometidos en esas trágicas e intensas jornadas.

## La prensa en la actualidad
La prensa española, como la de casi todo el mundo, está claramente en crisis. El clásico periódico de pago de información general está haciendo grandes esfuerzos para salir todos los días a la calle y vive especialmente amenazado por el ciberperiodismo y la prensa gratuita. Por otro lado, se encuentran los problemas de la concentración mediática, la competencia que sufre desde la televisión o la radio, la caída de la publicidad, o los problemas jurídicos que, entre otras cosas, mantienen en permanente indefinición la profesión periodística.

### Marco jurídico
A partir de la Constitución de 1978, la prensa escrita deja de ser un servicio público en España, y pasa de ser uno de los medios sociales de comunicación más regulados a ser el menos regulado, pues solamente se somete a los artículos 20 —Libertad de expresión— y 38 —Libertad de empresa—. Lo mismo se puede decir de todo tipo de agencias informativas.
Siguiendo la conocida máxima de que la mejor ley de prensa es la que no existe, las únicas leyes aprobadas al respecto durante la Democracia son la Ley reguladora de la Cláusula de Conciencia de los Profesionales de la Información (LO 2/1997, de 19 de junio)y la Ley reguladora del Derecho de Rectificación (LO 2/1984, de 26 de marzo). Todavía no existe una Ley que regule el secreto profesional, sin embargo el gran caballo de batalla sigue siendo la elaboración del Estatuto del Periodista Profesional que defina qué o quién es periodista y en qué condiciones puede realizar este oficio.

### Realidades de la prensa española actual

#### La prensa española en Internet
La imparable carrera iniciada en el campo de la prensa en 1995 por la aparición en la web ha hecho que en 2006 los diarios que no tienen su versión digital sean una excepción. En el primer trimestre de ese año, la OJD controlaba 69 publicaciones. Tras más de una década de andadura, la prensa española en la red se va conformando con sus propias características bien diferenciadas del soporte papel del que nacieron. Los nuevos “cibermedios”, que nacieron como “periódicos electrónicos”, se han configurado en función de herramientas tecnológicas imposibles para el papel. El hipertexto, las entrevistas en tiempo real de los lectores, los foros, los blogs, los gráficos animados, son algunos ejemplos.

#### Prensa versus televisión
Además de los nuevos medios digitales y del medio internet como vehículo de comunicación con toda la potencialidad que encierra, la televisión no deja de ser el gran competidor de la prensa actual, aglutinando al 90% de la audiencia. Es el único medio de masas, aunque los informativos van reduciendo muy paulatinamente el número de seguidores, especialmente entre la población más joven.
Estamos en la época de la “telebasura”, cuyo nacimiento parece arrancar con la aparición de las cadenas privadas en 1990, cuando "la fuerte competencia al tener que repartirse el pastel publicitario implicaba la necesidad de producir programas baratos y de gran audiencia" (Fuente: Elías Pérez, C., Telebasura y periodismo, Ediciones Libertarias, Madrid: 2004, p. 28) Con este fenómeno las fronteras entre lo que es espectáculo y lo que es periodismo se hacen cada vez más difusas. 

#### Prensa, política y periodismo ciudadano
Por otro lado, en la prensa española, resulta evidente que existe una vinculación creciente entre el periodismo y la política, no sólo debida a la defensa de un determinado posicionamiento ideológico sino también a la sumisión interesada que permita poder acudir a la convergencia audiovisual obteniendo licencias de radio y televisión. Esta cierta renuncia a la libertad y autonomía ha acarreado problemas a la credibilidad. Una encuesta de credibilidad de los medios publicada por la Asociación de la prensa de Madrid en 2006 sitúa a los diarios en tercer lugar en credibilidad, por debajo de la televisión y la radio. Esto está potenciando a pasos agigantados el fenómeno conocido como periodismo ciudadano, donde el público es el que se lanza a obtener información ,distribuir noticias y contenidos informativos y de opinión. La prensa de pago ha perdido en los últimos años la exclusividad de la información.

#### Temáticas y articulistas
Los temas que más parecen preocupar a la sociedad española de este momento, a juzgar por el tratamiento que dan a la opinión los medios con una difusión superior a los 100.000 ejemplares, son los relacionados con el terrorismo de ETA, las víctimas del terrorismo y la situación política y social en el país vasco. Entre 1 de septiembre de 2000 y el 31 de agosto de 2001 se han llegado a contabilizar 3.594 artículos de opinión a este respecto, casi el 20% del total. Le siguen temas sociales como la inmigración, el desempleo, la precariedad en el empleo, modos de vida, cambios sociales, la vejez y la juventud y sus correspondientes problemas, temas que en conjunto suponen un 15% en el total de la atención de los articulistas. Otro 11% se centra en la redefinición de ideologías y debate sobre el modelo del estado del bienestar. 
Entre los 199 autores de esos 3.594 artículos publicados en 2000 y 2001 se encuentran de distintas profesiones, pero en su mayoría son periodistas (103), seguidos por escritores (32) y profesores universitarios (20). En el caso de los periodistas destacan Eduardo Haro Tecglen y Miguel Ángel Aguilar en El País, Federico Jiménez Losantos, Raúl del Pozo, Antonio Burgos, Manuel Hidalgo, José Luis Martín Prieto, Javier Ortiz Estévez y Carmen Rigalt en El Mundo y Jaime Campmany, Manuel Martín Ferrand, Carlos Dávila, Luis Ignacio Parada y José María García-Hoz en ABC. Entre los escritores, Francisco Umbral y Antonio Gala, ambos en El Mundo, y Juan Manuel de Prada en ABC.

### El mercado de la prensa

#### Las cifras
En el año 2004 existían en España 139 diarios de pago, tres de ellos económicos, cuya difusión ascendía a 4.284.000 ejemplares diarios, y se distribuían 13 suplementos repartidos entre 130 diarios. Tras la caída en la difusión de 2002, AEDE destaca que en 2004 la prensa diaria intensifica su recuperación económica y avanza en difusión, número de lectores y audiencia. Se llega a una difusión de 104 ejemplares por cada mil habitantes lo que sitúa a España por encima del umbral del subdesarrollo en cuanto a lectura de periódicos según la UNESCO (establecido en 100 ejemplares por mil habitantes). En 2003 la difusión estaba en 97 ejemplares por cada mil habitantes.
En 2006 el Estudio General de Medios indica que existen más de 15,5 millones de lectores de diarios. Más de 14 millones son lectores de diarios de información general, cerca de cuatro millones de los deportivos, y 221.000 de los económicos. Pero las cifras también indican que los gratuitos ya distribuyen más ejemplares que los de pago: mientras los de pago suponen algo más de los cuatro millones, los gratuitos alcanzan los 4,6 millones de ejemplares. No faltan entendidos que aseguran que el modelo de pago desaparecerá.
En general, la sociedad de la información está cambiando el contexto y la forma que actúan los medios, se está perdiendo la fidelidad del lector, que consume varios medios y se muestra cada vez más reacio a pagar por la información; desciende la difusión; cae la publicidad, que se reparte cada vez entre más medios y busca audiencias más específicas; se invierte menos en buscar y producir la información; se opta por las promociones, generadoras de un promedio del 25% de los ingresos en los últimos años; se compite equivocadamente con la radio y la televisión convirtiéndose en “prensa espectáculo”, en detrimento de la calidad, etc.

#### Las empresas
La mayor parte de la prensa escrita forma parte de seis corporaciones o grandes grupos de comunicación que comprenden más de la mitad de los ingresos y de la distribución nacional. En 2005, siete corporaciones ocupaban el 70% del mercado. Estos grupos son, con los diarios que los forman:
- Vocento: Cuenta con 14 periódicos: ABC y Qué!, , como diario nacional, y 12 regionales El Correo, El Diario Vasco, El Diario Montañés, La Verdad, Ideal, Hoy , Sur, La Rioja, El Norte de Castilla, El Comercio,  Las Provincias y La Voz de Cádiz. Esto le convierte en el primer grupo de prensa escrita de España, con más de tres millones de lectores diarios y una difusión de 800.000 ejemplares en 2006.

- Prisa: El País (España) (información general), Diario As (información deportiva) y Cinco Días (información económica)

- Unidad Editorial (Unedisa, Recoletos): El Mundo, Marca (periódico), Expansión (periódico), Prensa Ibérica, Diario Médico

- Godó: La Vanguardia, Mundo Deportivo, Avui (40%)

- Zeta: El Periódico de Catalunya

#### La prensa gratuita
“La mayor revolución en la prensa escrita de los últimos años no se ha producido por un profundo cambio tecnológico sino por la aplicación de una idea tan simple como eficaz: regalar un periódico gratuito en el Metro, que pueda leerse medio dormido en los 20 minutos que se tarda en llegar a la oficina”.
En 2006, cuatro son los diarios gratuitos de información general de mayor relevancia que circulan por las principales ciudades españolas:
- Metro Directo, propiedad del Grupo Metro International, S.A. que cuenta con 59 ediciones en todo el mundo, en 19 países y en 18 idiomas. En España apareció como Metro Directe-Barcelona en marzo de 2001, y en agosto del mismo año lo hizo en Madrid. En 2006 lanza 14 ediciones en Andalucía, Aragón, Asturias, Baleares, Cantabria, Comunidad Valenciana, Castilla-La Mancha, Castilla y León, Cataluña, Extremadura, Galicia, Comunidad de Madrid, Navarra y La Rioja. En España el 29 de enero de 2009 publicó su última edición y desapareció definitivamente de España.
- 20 Minutos es editado por Multiprensa y Más S.L., fundada en Madrid en 1999 y cuyo accionista mayoritario desde julio de 2015 es el Grupo Heraldo. Se publicó primero en Madrid el 3 de febrero de 2000 y el 16 de noviembre de ese año en Barcelona. En 2006 contaba con ediciones en La Coruña, Alicante, Bilbao, Córdoba, Granada, Málaga, Murcia, Sevilla, Valencia, Valladolid, Vigo y Zaragoza.
- Qué! Nació el 18 de enero de 2005 publicado por el grupo Recoletos con participación del Grupo Godó. Cuenta con 12 ediciones en La Coruña, Alicante, Asturias, Barcelona, Bilbao, Madrid, Mallorca, Málaga, Sevilla, Valencia, Vigo y Zaragoza.
- ADN ha sido el cuarto en ver la luz el pasado 1 de marzo de 2006 y lo edita la sociedad Editorial Página Cero SA, en la que participan el Grupo Planeta, Grupo Joly, Grupo Promotor Salmantino (La Gaceta Regional de Salamanca), Heraldo de Aragón, Grupo Serra (Última Hora), La Información (Diario de Navarra) y La Voz de Galicia. Se distribuye en 14 ciudades: La Coruña, Barcelona, Bilbao, Castellón, Huesca, Madrid, Málaga, Palma de Mallorca, Pamplona, Sevilla, Teruel, Valencia, Vigo y Zaragoza. Sú última edición en papel salió el 23 de diciembre de 2011. Su última edición digital vía internet fue el 30 de diciembre de 2011. El 30 de diciembre de 2011 tras publicar su última edición en internet desapareció definitivamente de España.

En muchas ciudades españolas también existen otras tantas publicaciones gratuitas de información general habitualmente dependientes de medios regionales o locales:
- Asociación Española de la Prensa Gratuita
- GLOBAL HENARES Información general
- EL DISTRITO Información general
- PLÁCET Información general
- INDICADOR DE ECONOMÍA Información local
- A21 Información local
- GOLF 7 Ocio
- IN MADRID Ocio
- PAUSE Ocio
- REVISTA ESPACIO HUMANO Salud
- PROGRAMATE Ocio
- CLUB DE MUSICA Ocio
- GODOT Ocio
- MEDIAPUNTA Deportes
- BUSINESS MAD Información general
- LIAN HE SHI BAO (EUROPE WEEKLY) Inmigrantes
- EL DUENDE DE MADRID Cultura
- ALBÉITAR Veterinaria
- ARGOS Veterinaria
- ATEUVES Veterinaria
- EL PERIÓDICO DE LA FARMACIA Salud
- ESPECIES Veterinaria
- IN FAMILY Educación
- CINERAMA Audiovisuales, Cultura, Juvenil
- SUIS Veterinaria
- ANDALUCÍA INTERNACIONAL Inmigrantes
- FARMANATUR Salud
- GUÍA CONORIENTE Cultura
- LATINO Inmigrantes
- LA PROVINCIA INFORMACIÓN Información local
- ARAGÓN UNIVERSIDAD Universidad, Juvenil, Educación
- MQ PERIÓDICO UNIVERSITARIO Universidad
- ALBACETE A MANO Información local
- EL PERIODICO DEL TIETAR Información general
- BUSINESSBCN Información general
- CAPGROS Información local
- PADRES O NONES Educación, Ocio, Cultura, Salud, Turistas
- XORNAL21 Información local
- PART FORANA Información local
- MES A MES Información local
- NOTICIAS DE LA RIOJA Información general
- MEDIAPUNTA Deportes
- Etcétera